# 上博季亞涅
48°0′34″N 23°58′5″E / 48.00944°N 23.96806°E
上博季亞涅（烏克蘭語：Верхнє Водяне），是烏克蘭的村落，位於該國西部外喀爾巴阡州，由拉希夫區負責管轄，始建於1947年，面積8.91平方公里，海拔高度393米，人口5,270，人口密度每平方公里591.7人。